# Janusz Kamiński
Janusz Zygmunt Kamiński (27 de junho de 1959) é um diretor de fotografia polonês. Ele foi o diretor de fotografia de todos os filmes de Steven Spielberg desde Schindler's List, em 1993.
Kamiński nasceu em Ziębice, Polônia; filho de Jadwiga Celner e Marian Kamiński. Aos 21 anos ele imigrou para os EUA após o Primeiro Ministro Wojciech Jaruzelski ter decretado lei marcial em 1981. Ele cursou Columbia College em Chicago de 1982 até 1987.
Ele já venceu duas vezes o Oscar de Melhor Fotografia, por Schindler's List e Saving Private Ryan.
Kamiński se tornou o primeiro diretor de fotografia a apresentar uma categoria na cerimônia do Oscar, em 2009, junto com os atores James Franco e Seth Rogen.